# Стивен Колдвел
Стивен Колдвел (енгл. Steven Caldwell; Стерлинг, 12. септембар 1980) је шкотски фудбалски тренер и бивши фудбалер.
Играјући као одбрамбени играч, углавном као централни бек, Колдвел је одиграо дванаест утакмица за шкотску репрезентацију и у каријери је одиграо преко 300 лигашких утакмица, првенствено у прва три нивоа енглеског фудбала. После играчке каријере, почео је да ради као коментатор МЛС утакмица за ТСН у Канади.
Колдвел је радио и као помоћни тренер канадске репрезентације.
Његов млађи брат Гари такође је био дефанзивац и репрезентативац Шкотске и раније је био тренер Вигана.